# Miniopterus fuliginosus
Miniopterus fuliginosus — вид ссавців родини довгокрилових.

## Проживання, поведінка
Країна поширення: Афганістан, Вірменія, Азербайджан, Бангладеш, Бутан, Бруней-Даруссалам, Камбоджа, Китай, Гонконг, Індія, Індонезія, Іран, Ірак, Японія, Казахстан, Корея, КНДР, Киргизстан, Лаос, Малайзія, М'янма, Непал, Пакистан, Філіппіни, Шрі-Ланка, Тайвань, Таджикистан, Таїланд, Туркменістан, Узбекистан, В'єтнам. 
Живе в різних відкритих і напіввідкритих природних і штучних середовищах проживання, в тому числі приміських районах. Проживає від рівня моря до 2120 м над рівнем моря. Живиться в основному молями, а іноді мухами і павуками. Це колоніальний вид, його місця відпочинку розташовуються майже виключно в печерах і шахтах.

## Загрози та охорона
Немає серйозних загроз для цього виду. Зустрічається в багатьох охоронних територіях по всьому ареалу.